# Gumniska (gmina)
Gumniska (od 1973 Skrzyszów) – dawna gmina wiejska istniejąca w latach 1934–1954 w województwie krakowskim (dzisiejsze woj. małopolskie). Siedzibą władz gminy były Gumniska (obecnie dzielnica Tarnowa), a następnie Tarnów.
Gmina zbiorowa Gumniska została utworzona 1 sierpnia 1934 roku w powiecie tarnowskim w woj. krakowskim z dotychczasowych jednostkowych gmin wiejskich: Gumniska, Koszyce Wielkie, Łękawica, Nowodworze, Pogórska Wola, Poręba Radlna, Radlna, Rzędzin, Skrzyszów, Tarnowiec, Wola Rzędzińska, Zawada, Zbylitowska Góra i Zgłobice. 
15 lutego 1947 roku do gminy Gumniska przyłączono gromadę Jodłówka ad Wałki z gminy Lisia Góra.
1 stycznia 1949 roku z gminy Gumniska wyłączono gromady Koszyce Wielkie, Zbylitowska Góra i Zgłobice, włączając je do gminy Mościce.
1 lipca 1951 z gminy Gumniska wyłączono gromady Gumniska i Rzędzin oraz fragmenty gromad Zawada i Tarnowiec, włączając je do Tarnowa.
Według stanu z dnia 1 lipca 1952 roku gmina Gumniska składała się z 11 gromad: Jodłówka ad Wałki, Ładna, Łękawica, Nowodworze, Pogórska Wola, Poręba Radlna, Radlna, Skrzyszów, Tarnowiec, Wola Rzędzińska i Zawada. 
Gmina została zniesiona 29 września 1954 roku wraz z reformą wprowadzającą gromady w miejsce gmin. Jednostki nie przywrócono 1 stycznia 1973 roku po reaktywowaniu gmin, utworzono natomiast jej terytorialny odpowiednik, gminę Skrzyszów.